# Magraat Knophlox
Magraat Knophlox (Engels: Magrat Garlick) is een personage uit de Schijfwereld boeken van de Britse schrijver Terry Pratchett.
Magraat is de jongste van de drie Lankhrse heksen. Met Opoe Wedersmeer en Ootje Nack vormt ze een heksenkring. Ze is een typische New Age heks, die gelooft in de natuurkrachten, zilveren hangers en kristallen. Dankzij de boeken van Moeke Jakker heeft ze veel kennis van kruiden en planten.
Ze werd verliefd op de koninklijke nar van Lankhr. Deze Verinus werd uiteindelijk de nieuwe koning van Lankhr, nadat de moordenaars van de oude koning werden ontmaskerd. Hij trouwde met Magraat, die hierdoor koningin werd (zie De plaagzusters). Ze hebben samen een dochter.

## Trivia
- Volgens Terry Pratchett wordt haar voornaam (Engels) uitgeproken als Magg-rat.